# San Juan Atzingo
San Juan Atzingo är en ort i kommunen Ocuilan i delstaten Mexiko i Mexiko. Samhället hade 1 119 invånare vid folkräkningen år 2020.